# Мурдханья дхудда

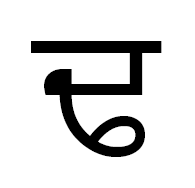
Мурдханья дхудда

Дхудда (хинди ढुड्डा), дхадда (в.-пандж. ਢੱਡਾ), дхэ (шахмукхи ڈھے) — девятнадцатая буква алфавита гурмукхи, обозначает придыхательный звонкий ретрофлексный взрывной согласный [ḍh].

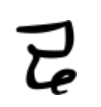
Дхудду рукописная
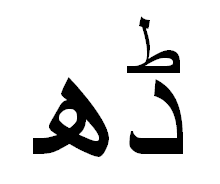
Дхэ (шахмукхи)
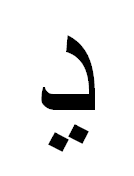
Дхал (синдхи)